# Сотникова, Вера Михайловна
Ве́ра Миха́йловна Со́тникова (род. 19 июля 1960, Сталинград, Сталинградская область, РСФСР, СССР) — советская и российская актриса театра и кино, телеведущая и продюсер.

## Биография
Родилась 19 июля 1960 года в городе Сталинграде (с 10 ноября 1961 года — Волгоград), в рабочей семье.
В 1977 году окончила школу и поехала в Москву поступать на филологический факультет МГУ, однако поступила на актёрский факультет Школы-студии МХАТ (руководитель курса — Олег Николаевич Ефремов), который окончила в 1982 году.
В 1983 году начала сниматься в кино.
С 1984 года и по настоящее время работает в различных театрах Москвы.
В 2013 году была номинирована на премию «Золотой орёл» в категории «Лучшая женская роль на телевидении» за роль Людмилы Зыкиной в телесериале «Людмила».

## Семья
Отец — Михаил Петрович Сотников (умер), работал шихтовщиком на одном из волгоградских заводов.
Мать — Маргарита Петровна Сотникова (24 ноября 1928 — 20 ноября 2017), жила в Волгограде, работала телефонисткой.
Старшая сестра — Галина, телережиссёр.
Муж — Юрий Никольский, работал дворником. Супруги развелись вскоре после рождения сына.
- Сын — Ян Юрьевич Никольский (род. 1978)[4]

Незарегистрированный брак (1993—2000) — Владимир Борисович Кузьмин (род. 31 мая 1955), советский и российский музыкант. Вера сняла в качестве режиссёра пять клипов на его песни.
Незарегистрированный брак — Ренат Фаварисович Давлетьяров (род. 17 августа 1961), российский продюсер, кинорежиссёр и сценарист, президент Гильдии продюсеров России.
Незарегистрированный брак — Дмитрий Вадимович Малашенко (род. 23 августа 1984), актёр театра Романа Виктюка, с которым актриса прожила два года.

## Творчество

### Фильмография
1. 1983 — Признать виновным — Ольга (Лёка), парикмахерша, подруга Николая Бойко
2. 1985 — Самая обаятельная и привлекательная — Света, подруга Володи Смирнова (роль озвучила Наталья Гурзо)
3. 1985 — Внимание! Всем постам… — Люся, медсестра
4. 1985 — Марица — Лиза, сестра Тасилло Мадача
5. 1985 — Неудобный человек — Светлана
6. 1986 — Курьер — Наташа, любовница Фёдора Ивановича, отца Ивана Мирошникова
7. 1986 — Государственная граница. Год сорок первый — Ирина Голубева, жена лейтенанта Ильи Сушенцова
8. 1987 — Государственная граница. За порогом победы — Ирина Голубева, жена майора Ильи Сушенцова
9. 1987 — Конец Вечности — Нойс Ламбент, возлюбленная Эндрю Харлана
10. 1989 — Право на прошлое / Právo na minulost — Власта
11. 1989 — Гу-га — Тамара Николаевна, учительница ботаники, жена майора Красной Армии
12. 1990 — Битва трёх королей — Руби́на, наложница турецкого султана
13. 1990 — Захочу — полюблю — Наталья Полянская
14. 1990 — Охота на сутенёра — Нина
15. 1990 — Десять лет без права переписки — Фаина, жена Коли «Татарина»
16. 1992 — Байрон, или Баллада о демоне — Августа Ли, сестра Джорджа Гордона Байрона
17. 1993 — Роман императора — Екатерина Долгорукая, княжна
18. 1993 — Завтрак с видом на Эльбрус — Лариса
19. 1993 — Хочу в Америку — Нора
20. 1993 — Аляска Кид — Джина
21. 1993 — Винт — Вера Петровна, сотрудница таможни, мать-одиночка
22. 1997 — Королева Марго — графиня Анриетта Неверская (роль озвучила Анна Каменкова)
23. 1998 — Чёрное море 213 / Black Sea 213 — Бэлла
24. 1998 — Поллианна — тётя Полли
25. 2000 — Любовь.ru —
26. 2000 — Рыцарский роман — Бригитта
27. 2001 — Пятый угол — Лика
28. 2002 — Александр Пушкин —
29. 2003 — Театральный блюз — Жанна Андреевна Солнцева, известная актриса
30. 2003 — Даша Васильева. Любительница частного сыска — Наташа
31. 2004 — Слова и музыка — Маргарита (Марго) Львовна Ланская
32. 2005 — Воскресенье в женской бане — Галина Петровна Медякова
33. 2006 — Танго любви — Наталья Антоновна, мать Кати
34. 2006 — Первый скорый
35. 2006 — Клиника — Лариса Павловна, врач
36. 2007 — Долгожданная любовь — Вероника Александровна, работница страховой компании
37. 2007 — Женщина желает знать — Лидия, певица
38. 2008 — Управа — Ольга Андреевна Морозова, глава районной Управы
39. 2008 — Откройте, милиция! — Анна Петровна Зелинская, майор милиции
40. 2010 — Мой любимый раздолбай — Наталья Николаевна, фотограф
41. 2012 — Жених — Элла Викторовна, жена Артура, заведующая детским садом
42. 2013 — Людмила — Людмила Георгиевна Зыкина, певица, народная артистка СССР
43. 2014 — Лучшие враги — Марго (Маргарита Витальевна Сомова), специалист по антиквариату
44. 2014 — Я больше не боюсь — Александра Терентьевна, хозяйка ресторана
45. 2015 — Верю не верю — Лидия Акимовна, мать Кости
46. 2016 — 2017 — Дурёхи — Марго (не закончен)
47. 2019 — По разным берегам — Мария Карповна Конькова, тёща Владимира Зорина
48. 2020 — Новая жизнь Маши Солёновой — Маргарита Петровна, мама Маши
49. 2022 — Восьмой участок — Надежда Сергеевна

### Телеспектакли
1. 1985 — Тевье-молочник — Хава

### Работы в театре
Московский драматический театр на Малой Бронной (1984—1988)
- «А всё-таки она вертится» — Малахова (реж. Л. Дуров)
- «Детектив каменного века» — Ящерица (реж. А. Лазарев, автор А. Володин)
- «Татуированные души» — Ружа
- «Ксантиппа и этот, как его…» — Милена (реж. Л. Дуров)
- «Раненый зверь» — Тело «В» (реж. С. Яшин, автор С. Коковкин)
- «Вы чьё, старичьё?» — Лидия Павловна (реж. А. Лазарев, автор А. Васильев)

Театр «Школа драматического искусства» Анатолия Васильева (1988—1991)
- «Доктор Живаго» — Лара (реж. М. Буткевич, автор Б. Пастернак)
- «Шесть персонажей в поисках автора» — Молина (реж. А. Васильев, автор Л.Пиранделло)
- «Идиот» — Настасья Филипповна (реж. А. Васильев, автор Ф. Достоевский)
- «Чевенгур» — Софья (реж. М. Буткевич, автор А. Платонов)

Театр имени Моссовета (1991—1993)
- «Собачий вальс» — Елизавета (реж. А. Житинкин, автор Л. Андреев)

МХАТ имени А. П. Чехова (1995—2004)
- «Гофман» — Юлия (реж. Н. Скорик, автор А. Гофман)
- «Три сестры» — Маша (реж. О. Ефремов, автор А. Чехов)
- «Дядя Ваня» — Елена Андреевна (О. Ефремов, автор А. Чехов)
- «Антигона» — Исмена (реж. Т. Чхеидзе, автор Ж. Ануй)

Театр Луны (2000—2004)
- «Путешествие дилетантов» — госпожа Тучкова (реж. А. Проханов)

Театр Романа Виктюка (2006)
- «Непостижимая женщина, живущая в нас» — Мауриция, Мадагаскар (реж. Р. Виктюк, автор Х. Левин)

Антрепризы:
- «Адам и Ева» — Ева (реж. А. Кирющенко, автор А. Миллер)
- «Чапаев и пустота» — Анка (реж. П. Урсул, автор В. Пелевин)
- «Мастер и Маргарита» — Маргарита (реж. В. Белякович, автор М. Булгаков)
- «Семейная идиллия» — Вика (реж. Д. Астрахан, автор О. Данилов)
- «Маленькие аферы большого города» — Дафна (реж. А. Кирющенко)
- «Сергей и Айседора» — Айседора Дункан (реж. Р. Виктюк)
- «Пять вечеров» — Тамара (реж. О. Анохина, по пьесе А. Володина)

### Работа на телевидении
- 2006—2008 — одна из ведущих телевизионной программы «Клуб бывших жён» на ТНТ[7][8][9].
- С 2007 года — одна из ведущих телевизионной программы «Битва экстрасенсов» на ТНТ[10].

## Документальные фильмы
- 2010 — «Побег в любовь».
- 2014 — программа «Вера Сотникова: Мои мужчины» из телевизионного документального цикла «Новые русские сенсации» на НТВ[11].
- 2014 — программа «Вера Сотникова» из телевизионного документального цикла «Частная история» на телеканале «Москва 24»[12].

## Награды и номинации
- 1992 — премия за лучшую женскую роль второго плана на международном кинофестивале в Салониках (фильм «Байрон»).
- 2010 — Благодарность Президента Российской Федерации — за заслуги в области культуры и многолетнюю плодотворную работу[13].
- 2010 — спецприз «Золотой журавль» актрисе и продюсеру за спектакль «Адам и Ева» на фестивале «Амурская осень».
- 2014 — номинация на премию «Золотой орёл» в категории «Лучшая женская роль на телевидении» за 2013 год — за роль Людмилы Зыкиной в телесериале «Людмила».